# Листи до живих
«Листи до живих» (рос. «Письма к живым») — білоруський радянський художній фільм 1964 року режисера Валентина Виноградова.

## Сюжет
Після закінчення другої світової війни в камері страченої фашистами партизанки Вероніки Корчевської знаходять листи — підсумок її героїчного життя...

## У ролях
- Світлана Макарова
- Астріда Кайріша
- Валентин Нікулін
- Павло Махотін
- Валентина Кібардіна
- Григорій Гай
- Микола Прокопович
- Стефанія Станюта
- Лена Гутник
- Бронюс Бабкаускас

## Творча група
- Сценарій: Алесь Кучар
- Режисер: Валентин Виноградов
- Оператор: Михайло Ардабьевскій, Олександр Княжинський
- Композитор: Леонід Афанасьєв